# Saint-Pé-Saint-Simon
Saint-Pé-Saint-Simon is een gemeente in het Franse departement Lot-et-Garonne (regio Nouvelle-Aquitaine) en telt 223 inwoners (2011). De plaats maakt deel uit van het arrondissement Nérac.

## Geografie
De oppervlakte van Saint-Pé-Saint-Simon bedraagt 18,1 km², de bevolkingsdichtheid is 12,3 inwoners per km².
De onderstaande kaart toont de ligging van Saint-Pé-Saint-Simon met de belangrijkste infrastructuur en aangrenzende gemeenten.

## Demografie
Onderstaande figuur toont het verloop van het inwonertal (bron: INSEE-tellingen).

1. ↑  Populations de référence 2022.